# Albert Costa i Balboa
Albert Costa i Balboa   (Barcelona, 2 de maig de 1990) és un pilot català de Renault Megane Trophy, que milita a l'Oregon Team.

## Monoplaces
El 2007 fa el salt a la British F3 National Class amb l'equip Team Raikkonen però va haver d'abandonar la competició per falta de pressupost. El 2008 passa a participar amb Epsilon Euskadi en la Fórmula Renault 2.0 WEC quedant en cinquena posició i la Fórmula Renault 2.0 Eurocup quedant en la vuitena posició en el seu any de debut, l'any següent va tornar a participar en les dues competicions i es va proclamar campió de les dues. El 2010 participa en la Fórmula Renault 3.5 Series amb Epsilon Euskadi, el mateix equip amb el qual va guanyar la categoria inferior, quedant en cinquena posició, i el 2011 torna a participar en la competició quedant en quarta posició, amb una cursa guanyada.

## Turismes
Després de no aconseguir finançament per seguir competint en la Fórmula Renault 3.5 Series. El 2012 participa en la Renault Megane Trophy amb l'equip Oregon Team. Acaba proclamant-se campió de la competició.

## Palmarès[4]

### Monoplaces
- Campió Fórmula Renault 2.0 Eurocup (2009)
- Campió Fórmula Renault 2.0 WEC (2009)

### Turismes
- Campió Eurocup Mégane Trophy (2012)

### Kàrting
- Campió del Campionat de Karting d'Espanya (2006)
- Campió del Campionat de Karting d'Espanya, categoria cadet (2002)
- Campió del Campionat de Karting de Catalunya, categoria cadet (2002)

## Resultats
| Temporada | Competició                  | Equip                      | Curses | Victories | Poles | Voltes rápides | Podis | Punts | Posició |
| --------- | --------------------------- | -------------------------- | ------ | --------- | ----- | -------------- | ----- | ----- | ------- |
| 2007      | British F3 National Class   | Räikkönen Robertson Racing | 9      | 0         | 0     | 0              | 0     | 33    | 11è     |
| 2008      | Formula Renault 2.0 Eurocup | Epsilon Euskadi            | 14     | 0         | 0     | 1              | 0     | 35    | 8è      |
| 2008      | Formula Renault 2.0 WEC     | Epsilon Euskadi            | 15     | 0         | 1     | 0              | 4     | 85    | 5è      |
| 2009      | Formula Renault 2.0 Eurocup | Epsilon Euskadi            | 14     | 5         | 6     | 6              | 10    | 138   | 1r      |
| 2009      | Formula Renault 2.0 WEC     | Epsilon Euskadi            | 14     | 8         | 8     | 10             | 9     | 172   | 1r      |
| 2010      | Formula Renault 3.5 Series  | Epsilon Euskadi            | 17     | 0         | 0     | 0              | 3     | 78    | 5è      |
| 2011      | Formula Renault 3.5 Series  | EPIC Racing                | 17     | 1         | 1     | 1              | 4     | 151   | 4t      |
| 2012      | Eurocup Mégane Trophy       | Oregon Team                | 14     | 7         | 8     | 6              | 10    | 251   | 1r      |